# Gone Too Soon
«Gone Too Soon» (с англ. — «Ушёл слишком рано») — песня-баллада, записанная Майклом Джексоном на слова Буза Кохана и музыку Ларри Гроссмана. Продюсером выступил сам Джексон, а сопродюсером Брюс Сведен. Песня была выпущена для восьмого студийного альбома Джексона — Dangerous, вышедшего в 1991 году. Спустя некоторое время композиция была заново смикширована Сведеном, и была написана инструментальная версия для исполнения такими музыкантами, как Дэвид Пейч, Стив Поркаро, Майкл Боддикер, Авраам Лаборил и Паулиньо Да Коста. Песня «Gone Too Soon» была посвящена другу Майкла Джексона — Райану Уайту, подростку из городка Кокомо, исключенному из школы в связи с его ВИЧ-положительным статусом. Райан не отступил: он привлёк внимание всего мира к проблеме ВИЧ/СПИД и попытался изменить отношение общественности ко всем ВИЧ-инфицированным людям.
В качестве сингла песня была выпущена 1 декабря 1993 года, девятым и последним синглом альбома Dangerous. После релиза, который состоялся во Всемирный день борьбы со СПИДом, песня имела относительный успех в чартах некоторых стран: Франции, Германии, Нидерландов, Новой Зеландии, Швейцарии, Великобритании. Песня была выпущена на кассете в США и стала хитом в Зимбабве, где заняла третью строчку чарта. Песня «Gone Too Soon» не имела большого успеха у критиков и получила от них смешанные отзывы.
К синглу режиссёром Биллом Дичикко был снят клип, в котором использовались архивные кадры, на которых был запечатлён Райан и Джексон, а также кадры похорон Уайта. На церемонии празднования инаугурации президента США Билла Клинтона Майкл Джексон исполнил «Gone Too Soon», вспомнил Райана и со сцены призвал новоизбранного президента уделять в течение своего президентского срока внимание проблеме пандемии СПИДа. Вновь сингл стал популярен после смерти принцессы Уэльской, Дианы, а позже и самого Майкла Джексона.

## Предыстория и история создания
Райан Уайт был американским подростком из города Кокомо штата Индиана, исключённый из школы в связи с его ВИЧ-положительным статусом. К концу своей жизни он стал символом борьбы против пандемии СПИДа, а также «показал всему миру, что СПИД имеет человеческое лицо». Райан с рождения был болен гемофилией и нуждался в постоянных внутривенных инъекциях специального препарата, изготовленного из плазмы крови доноров. Учитывая, что процедуры проверки доноров в США в то время фактически не существовало, и 90 % людей, получавших препарат в промежутке между 1979 и 1984 годом стали ВИЧ-инфицированными, можно предположить, что Райан получил ВИЧ-инфекцию через препарат Фактор VIII. Когда в 1984 году заболевание диагностировали, врачи давали ему лишь шесть месяцев жизни. Хотя они заявили, что Райан не представляет угрозы для других учеников школы и окружающих, многие родители и учителя сплотились против его присутствия в учебном заведении. В то время также был распространён стереотип о ВИЧ-инфекции, как о «болезни геев», в связи с чем Райан был вынужден столкнуться с гомофобными нападками и постоянно находился под угрозой физической расправы. Длинное юридическое сражение со школьной системой поставили Уайта в центр внимания прессы, что дало ему возможность начать просветительскую деятельность.
В это время Райан подружился с Майклом Джексоном. Его мать, Джин Уайт, так прокомментировала эту дружбу: «Это действительно были хорошие отношения. Они хорошо проводили время вместе. Майкл рассматривал Райана, как здорового, а Райан в свою очередь не видел в Майкле знаменитость». Джексон подарил Уайту красный кабриолет Ford Mustang и несколько раз приглашал его с матерью на своё ранчо Неверлэнд. Райан Уайт прожил на пять лет дольше, чем в начале предсказывали доктора. Он скончался 8 апреля 1990 года незадолго до окончания средней школы. На похоронах присутствовали такие известные люди, как футболист Хауи Лонг, телеведущий Фил Донахью, музыкант Элтон Джон, первая леди Барбара Буш, а также более 1500 других скорбящих. Многие частные фирмы Индианаполиса приспустили государственные флаги в день похорон.
Ещё при жизни Уайта, Джексон пообещал написать и спеть о нём песню. «Gone Too Soon» была написана Ларри Гроссманом и Буза Коханом для альбома Dangerous. Авторство прелюдии к песне принадлежит американскому музыканту Марти Пейчу. Брюс Сведен, который также работал над альбомом Джексона Thriller, подготовил для записи и смикшировал балладу. Также он выступил в качестве сопродюсера новой композиции. В процессе создания было записано несколько демовариантов, в которых были опробованы разные варианты вокала и набросков текста песни. Демоверсии и по сей день не имеют даты официального релиза.

## Релиз и отзывы критиков
Сингл «Gone Too Soon» был выпущен в качестве девятого и последнего сингла альбома Dangerous, 1 декабря 1993 года, во Всемирный день борьбы со СПИДом. Он занял позиции в чартах многих стран за пределами США. В UK Singles Chart инструментальная версия «Gone Too Soon» на Б-сайде достигла 33-й позиции, став девятым по счёту синглом в Top-40, написанными для одного альбома Джексона. Там самым Майкл побил свой же рекорд, установленный во время выхода альбома Bad. За пределами Великобритании, в Зимбабве, «Gone Too Soon» стал хитом, заняв третье место в чарте. Песня также заняла третье место в Голландии, 32-е место во Франции, 33-е в Швейцарии и 45-е в Германии.
Обозреватель Toronto Star Питер Хауэлл охарактеризовал песню как «просто красивую оду молодой жертве СПИДа Райану Уайту». Издание The Miami Herald отметило, что Джексон «вновь открыл» свой фальцет в этом треке, а Milwaukee Journal Sentinel сравнил его тенор со стилем бродвейских баллад. Эдна Гундерсен из USA Today, анализируя песни альбома Dangerous высказала мнение, что Джексон «проникновенно» исполнил «сказочные штампы» и добавляла, что она чувствовала при прослушивании «диснеевское бесстыдство» композиции. Издание The Worcester Telegram Gazette заявляло, что «Gone Too Soon» — скучная «оркестровая баллада о безвинном мальчике». Журналист Дэвид Браун писал для Entertainment Weekly, что «песня не менее мелодраматична, чем хит „She’s Out of My Life“ из альбома Off the Wall». Он также отметил, что Джексон рыдал при исполнении финалов обеих песен
.

## Продвижение

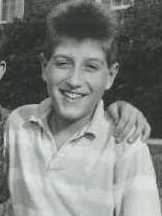
Райан Уайт, 1989 год

Режиссёр Билл Дичикко снял короткометражный клип на песню «Gone Too Soon». В клипе использованы архивные кадры, на которых запечатлён Райан вместе с Майклом, а также видеофрагменты похорон Уайта. Матерью Райана, Джин Уайт, были предоставлены видеозаписи из домашнего архива, часть из них позже вошла в готовый материал клипа. Во время работы над его созданием, Джин высказала мнение, что это видео сможет показать как Майкл заботился о её сыне. Клип был выпущен в 1993 году на VHS-кассете Dangerous – The Short Films. Песня также была представлена в живом исполнении на гала концерте An American Reunion: The 52nd Presidential Inaugural Gala в честь инаугурации президента Билла Клинтона. Джексон посвятил своё выступление Уайту, а также воспользовался случаем, что бы призвать со сцены новоизбранного президента уделять внимание проблеме СПИДа и финансировать борьбу с этим заболеванием:

Я хотел бы воспользоваться моментом и публичностью этой церемонии, чтобы рассказать о чём-то очень личном. Речь идет о моём дорогом друге, которого уже нет с нами. Его имя Райан Уайт. Он был болен гемофилией, а когда ему исполнилось одиннадцать — был диагностирован СПИД. Он умер вскоре после своего восемнадцатилетия — в том возрасте, когда большинство молодых людей начинает познавать замечательные возможности жизни. Мой друг Райан был очень яркий, очень смелый и совершенно нормальный молодой человек, который никогда не хотел быть символом или представителем смертельной болезни. На протяжении многих лет я разделял с ним многие глупые, счастливые и печальные моменты, и я был с ним в конце его короткой, но насыщенной жизни. Райан ушёл, и как все, кто потерял любимого человека от СПИДа, я постоянно глубоко скучаю по нему. Он ушёл, но я хочу, что бы его жизнь не потеряла смысла. Я надеюсь, избранный президент Клинтон, что Вы и Ваша администрация выделите ресурсы, необходимые для ликвидации этой ужасной болезни, которая забрала моего друга, и оборвала раньше времени так много перспективных жизней.
Название «Gone Too Soon» также носит театральная постановка производства Promised Land Theater Productions. Песня Майкла Джексона звучит в финале второго акта.

## Кавер-версии
В 1997 году Бэйбифейс и Стиви Уандер исполнили «Gone Too Soon» дуэтом, а в июне-июле 2009 года выступали с этой песней в память о Майкле Джексоне. Дайон Уорвик исполнила композицию в 1994 году, посвятив её Дженис Джоплин. Американский хип-хоп исполнитель B-Rabbit в 2012 году записал и посвятил Антонио Рейесу свою песню «Broken Hearts (R & B Remix)», в качестве примера вокала для которой послужило вокальное исполнения Майклом Джексоном песни «Gone Too Soon».

## Смерть Дианы, принцессы Уэльской
В течение своей жизни принцесса Диана помогала ВИЧ-инфицированным отстаивать свои права, а также была одной из первых общественных деятелей, кого фотокамеры запечатлели прикасающимся к ВИЧ-инфицированному человеку. Она способствовала изменению общественного мнения о ВИЧ-положительных людях и участвовала во многих благотворительных акциях. Диана дружила с Майклом Джексоном, и особенно любила его хит Dirty Diana. Во время турне «Bad World Tour» она вместе с принцем Чарльзом посетила одно из семи аншлаговых выступлений в Уэмбли, где Джексон подарил две из четырёх своих гастрольных сценических курток принцам Уильяму и Гарри. После смерти Дианы в 1997 году, Джексон дал согласие на включение его песни «Gone Too Soon» в альбом памяти, носивший названий «Tribute». Вырученные от продажи альбома средства пошли в Мемориальный фонд принцессы Дианы (англ. Diana, Princess of Wales Memorial Fund).

## Смерть Майкла Джексона
Майкл Джексон умер в июне 2009 года. Церемония прощания состоялась 7 июля в Стэйплс-центре в Лос-Анджелесе. Немногим ранее в мемориальном парке Форест Лаун состоялась закрытая служба для членов его семьи. Видеотрансляцию церемонии просмотрело более одного миллиарда человек. Исполнитель R&B Ашер исполнил композицию «Gone Too Soon» как дань памяти покойному певцу. В конце выступления Ашер подошёл к позолоченному гробу Джексона и, возложив на него левую руку, завершил песню, пропев сквозь слёзы её последнюю строку — «gone too soon» (рус. ушёл слишком рано).

## Персонал
- Майкл Джексон — вокал
- Майкл Джексон — продюсер
- Брюс Сведен — сопродюсер
- Буза Кохан — слова песни
- Ларри Гроссман — музыка
- Брюс Сведен — запись и сведение звука
- Дэвид Пейч — ритм аранжировки
- Марти Пейч — оркестр
- Дэвид Пейч — клавишные
- Дэвид Пейч, Стив Поркаро и Майкл Боддиккер — синтезаторы
- Авраам Лаборил — бас
- Паулиньо Да Коста — ударные
- Марти Пейч — прелюдия

## Список композиций
CD
| №  | Название               | Длительность |
| -- | ---------------------- | ------------ |
| 1. | «Gone Too Soon»        | 3:22         |
| 2. | «Human Nature»         | 4:06         |
| 3. | «She’s Out of My Life» | 3:38         |
| 4. | «Thriller»             | 5:57         |

Промо-CD
| №  | Название                       | Длительность |
| -- | ------------------------------ | ------------ |
| 1. | «Gone Too Soon»                | 3:22         |
| 2. | «Gone Too Soon» (Instrumental) | 3:22         |

## Чарты
| Чарт                                          | Пиковая позиция |
| --------------------------------------------- | --------------- |
| Dutch Singles Chart                           | 20              |
| Syndicat National de l’Édition Phonographique | 32              |
| German Singles Chart                          | 45              |
| New Zealand Singles Chart                     | 6               |
| Swiss Singles Chart                           | 33              |
| UK Singles Chart                              | 33              |
| Zimbabwean Singles Chart                      | 3               |
| Чарт (2009)                                   | Пиковая позиция |
| U.S. Billboard Hot Digital Songs              | 67              |